# Kissimmee Gateway Airport

i7
i11
i13
Der Kissimmee Gateway Airport (früher auch Kissimmee Municipal Airport, IATA-Code: ISM, ICAO-Code: KISM, FAA-LID: ISM) ist der Regionalflughafen von Kissimmee in Florida in der Nähe von Orlando.
Die Fluggesellschaft DayJet flog bis 2008 von Kissimmee überwiegend im Geschäftsreiseverkehr non-stop inneramerikanische Ziele an.
Zurzeit wird der Flughafen nur von Flugschulen und Aeroclubs benutzt.